# Amdrupland
Het Amdrupland is een schiereiland in Nationaal park Noordoost-Groenland in het oosten van Groenland.

## Geografie
Het gebied wordt in het noorden begrensd door de uitlopers van een grote ijskap, in het oosten door de Groenlandzee, in het zuiden door het Ingolffjord en in het westen door de Prinses Elisabeth Alpen met de Tobiasgletsjer. Aan de overzijde van het water ligt in het zuiden het Holmland.
Het gebied is onderdeel van het Kroonprins Christiaanland en ligt in het oosten ervan.